# Булатово-1
Булатово-1 — деревня в Хотынецком районе Орловской области России. Входит в состав Ильинского сельского поселения.
почтовый индекс: 303944. ОКАТО: 54257819002. ОКТМО: 54657419116

## География
Уличная сеть
Находится возле селения Булатово-2

## Население
| 2002 | 2010 |
| ---- | ---- |
| 148  | ↘107 |

## История
Упоминается в составе Хотимльского стана Карачевского уезда В дозорной книге за 1614 год.

 Сенгур да Степан Семеновы дети Соковнина сказали за собою вотчину отца их выслуга в Карачевском уезде в Хотимском стану (дрв) Булатова на реке на Вытебеди усть речки Босец сто чети, (дрв) Косцы на речке на Косцех пятнатцать чети, (пус) верх колодези Хотынца оба поль Иваня озера девяносто восмь чети, да (пус) на речке на Журавке усть Колпачка на Вепревой поляне сто чети, да в Городцком ж стану да на Сенгуру Соковнину Ондреевская вотчина Соковнина помесьи (дрв) Мурзоковская, (дрв) Королевка, (пус) за болшою дорогою за Мценскою у Свиридова колодезя сто семьдесят чети. А грамоты де вотчинные и помесные згорели. А болши того за собою вотчины и помесья не сказали.